# Tehniška vojaška akademija Kopenske vojske JLA
Tehniška vojaška akademija Kopenske vojske JLA je bila vojaška akademija tehnološke smeri Kopenske vojske Jugoslovanske ljudske armade.
Šola je bila ustanovljena leta 1974 s preoblikovanjem Visoke tehniške šole KoV JLA. 
Ponujala je izobraževanje na šestih smereh: oborožitev, motorna vozila in inženirski stroji, elektronika, pirotehnologija, raketna in prometna smer. Polovica izobraževanja je bila enaka za vse smeri, druga polovica pa specialistična po smereh. Po zaključku šolanja so študentje pridobili čin podporočnika in naziv diplomiranega vojaškega inženirja.
Šola je ponujala tudi podiplomski študij: magisterij in doktorat.

## Sestava
- Šola za rezervne tehniške častnike
- Šola za izobraževanje tehniških častnikov.